# Sistema penitenciario de Honduras
El sistema penitenciario de Honduras, regido por el Instituto Nacional Penitenciario (INP), está vinculado al Ministerio del Interior y Población (Secretaría de Estado en los Despachos del Interior y Población). El coronel Orlando García Maradiaga es el director del Instituto Nacional Penitenciario; y su meta es fortalecer y eficientar el sistema de seguridad penitenciario para poder alcanzar las metas y logros que se ha trazado el expresidente de Honduras, Juan Orlando Hernández.
Los principales problemas que afronta el sistema penitenciario de Honduras son el hacinamiento, la existencia de cárceles con sistemas de autogobierno en las que son los propios presos quienes ejercen el control efectivo de lo que ocurre intramuros, en las que algunos presos tienen poder sobre la vida de otros, las disputas entre internos o bandas criminales por el mando de las prisiones o por el control de los espacios, la droga y otras actividades delictivas; la tenencia de armas de todo tipo por parte de los reclusos, el consumo de drogas y alcohol por parte de los internos entre tantas otras cosas.
Según la CIDH, para que el sistema penitenciario de Honduras sea eficiente el Estado debe de tomar control absoluto de las 24 cárceles que operan en el país. Asimismo se debe llevar a cabo la implementación efectiva de toda política penitenciaria, y de los objetivos de la privación de libertad, lo cual depende en definitiva de aquellos funcionarios directamente encargados de la administración de los centros penitenciarios.

## Aspectos generales
El sistema penitenciario de Honduras es la organización creada por este Estado para la ejecución o el cumplimiento de las penas previstas en las sentencias judiciales; especialmente las penas de reclusión, cuyo propósito principal, es dentro del marco jurídico nacional, la re-inserción social del condenado. Este sistema ha dependido del Ministerio de Gobernación y Justicia.
A partir del 2014, la administración de las cárceles del país pasó a formar parte del recién creado Instituto Nacional Penitenciario (INP). Vinculado al Ministerio del Interior y Población (Secretaría de Estado en los Despachos del Interior y Población). Anteriormente, la administración de las cárceles estuvo a cargo de la Dirección Nacional de Servicios Especiales Preventivos (Dirección Nacional de Cárceles), la cual es parte integrante de la Dirección General de la Policía Nacional, por disposición de la Ley Orgánica de la Policía Nacional (artículos 2, 11 y 52); y por lo tanto, es parte de la cartera de la Secretaría (o Ministerio) de Seguridad. La República de Honduras es Estado parte de los siguientes tratados de derechos humanos adoptados en el marco de la Organización de Estados Americanos: la Convención Americana sobre Derechos Humanos (desde el 9 de agosto de 1977); la Convención Interamericana para Prevenir, Sancionar y Erradicar la Violencia contra la Mujer «Convención de Belém Do Pará» (desde el 7 de diciembre de 1995); y la Convención Interamericana sobre Desaparición Forzada de Personas (desde el 7 de noviembre de 2005).
Asimismo, Honduras aceptó la competencia contenciosa de la Corte Interamericana de Derechos Humanos el 9 de septiembre de 1981. Igualmente, es parte, entre otros, de los siguientes tratados del sistema de Naciones Unidas: el Pacto Internacional de Derechos Civiles y Políticos (desde el 25 de agosto de 1997); la Convención sobre los Derechos del Niño (desde el 10 de agosto de 1990); la Convención contra la Tortura y Otros Tratos o Penas Crueles, Inhumanos o Degradantes (desde el 5 de diciembre de 1996) y su Protocolo Facultativo (desde el 26 de junio de 2006).
A partir del 2015 el estado de Honduras cuenta con un nuevo «Reglamento General de la Ley del Sistema Penitenciario Nacional», el cual es un instrumento jurídico que regula el funcionamiento del Instituto Nacional Penitenciario, la vida en los Centros Penitenciarios y Penitenciarías Nacionales, incluyendo entre otros aspectos el régimen de visitas a personas privadas de libertad, el trabajo de los internos penales, el acceso a formación, educación y salud, así como la labor de rehabilitación y reinserción social de quienes se encuentran en condiciones para recuperar su libertad.

## Historia del sistema penitenciario
La historia del sistema carcelario de Honduras comienza en el año de 1883, luego de la construcción de la Penitenciaria Central. fue hasta el siglo XX que el Estado de Honduras contó con al menos dos leyes importantes para normar la organización y funcionamiento de los establecimientos penales: la primera fue la Ley Reglamentaria de Presidios (Decreto No.129 de 3 de abril de 1909) y la otra, la Ley de Rehabilitación del Delincuente (Decreto n.º 173-84 de 15 de octubre de 1984, vigente desde el 13 de marzo de 1985).
Esta última, aunque inspirada en el paradigma del tratamiento progresivo mediante el cual se asigna a la pena privativa de libertad la finalidad de la rehabilitación y reinserción social del condenado, encontró numerosos obstáculos para ser llevada a la práctica, principalmente porque durante su vigencia no se concretó su reglamentación (aún y cuando hubo sendos anteproyectos) y porque la mayoría de los centros penales carecían de la infraestructura y organización adecuadas para su implementación (edificaciones antiguas, desproporción entre la capacidad instalada y el número de población privada de libertad, creciente hacinamiento a causa del procedimiento penal escrito imperante, ausencia de personal calificado, entre otras).
A partir de 1998, la situación de los centros penales del país se volvió inestable. Incendios, motines y fugas masivas comenzaron a caracterizar la «crisis» del sistema penitenciario hondureño. Por ejemplo, en 2003 se produjo un incendio en la cárcel de El Porvenir en La Ceiba que dejó un saldo de 68 muertos. Un año después se incendió la cárcel de San Pedro Sula dejando 107 muertos. Y más recientemente (2012), en el centro penal de Comayagua un incendio dejó más de 300 víctimas. Otro de los problemas, que a través de la historia, afectó el sistema penitenciario fueron los motines. En marzo de 2008 un grupo de aproximadamente 18 prisioneros fueron acuchillados en Penitenciaría Nacional de Támara.
El 11 de marzo de 2015, armados con «pistolas y machetes» algunos reclusos que serían trasladados a otros centros penales iniciaron una revuelta en el penal sampedrano. Esta acción dejó un saldo de tres internos muertos, 41 heridos entre ellos 35 reclusos y seis policías militares. Asimismo, la fuga de reos en los centros penales de Honduras siempre fue una constante.
En julio de 2014 ocho reos se fugaron de la Penitenciaria Nacional. Por este hecho nadie quiso responsabilizarse; Militares se excusan en que no tienen el control total de la seguridad del recinto y la Policía Penitenciaria aduce que las FF. AA. tienen controles estratégicos. A finales del 2013, tres reos «burlaron los anillos de seguridad militar instalados en la cárcel de Támara y pasaron inadvertidos por el personal castrense instalado en la zona» de la Penitenciaría Nacional de Támara.
Ante situaciones como estas o similares a estas, el gobierno hondureño reaccionó colocando en manos de la policía la dirección y administración de los establecimientos […] Paulatinamente, primero diez, luego catorce y finalmente la totalidad de los 24 centros penales existentes, fueron puestos bajo la autoridad de oficiales de la Fuerza de Seguridad Pública (FSP), con miras a garantizar su seguridad.
En los años de la crisis penitenciaria, la policía hondureña vivía un proceso de profunda transformación bajo la Junta de Traspaso de la Policía al sector civil. La preocupación por la situación de inseguridad existente en los establecimientos y la imposición de una visión práctica de la problemática llevó a la Junta de Traspaso a incorporar las funciones hasta ese momento asignadas a la Dirección General de Establecimientos Penales, a la Dirección General de Servicios Especiales Preventivos de la naciente Secretaría de Estado en el Despacho de Seguridad (artículo 52, Ley Orgánica de la Policía Nacional, Decreto 156-98).
Este mismo artículo (52) de la Ley Orgánica de la Policía Nacional otorgaba a la nueva Dirección General las funciones de seguridad, administración y custodia de los establecimientos penales del Estado y, a la vez derogaba tácitamente la totalidad del capítulo II y muchos artículos más de la Ley de Rehabilitación del Delincuente. Aún y cuando resultó evidente la necesidad de que esta Ley fuera sometida a reformas para adaptarla a la nueva organización que se había hecho cargo de su implementación, y que a la vez resultaba una buena oportunidad para dotarla de la reglamentación operativa adecuada, el congreso de la república no lo hizo y de esta manera privó de su principal herramienta de trabajo a las autoridades penitenciarias.
Luego de que más de 60 personas perdieran la vida en el incendio de la granja penal de La Ceiba en 2003, el presidente de la República, Ricardo Maduro Joest, en coordinación con la Comisión Interinstitucional de Justicia Penal (CIJP), conformaron el 7 de abril de 2003 una Comisión Interinstitucional de Reforma Penitenciaria, que debería presentar un Informe sobre la Situación del Sistema Penitenciario en Honduras, en el que se identificaran las principales necesidades y problemas de los establecimientos penitenciarios del país y se formularan recomendaciones para atenderlos.
Un mes después (9 de mayo de 2003), la Comisión presentó el Informe solicitado, el cual contenía un análisis de la problemática y diversas recomendaciones de reformas a corto, mediano y largo plazo para mejorar la organización y administración de los centros penales.
En el diagnóstico del sistema penitenciario que se incluye en el Informe se describen con detalle los variados problemas y dificultades que este experimenta. Entre ellos se reconoce que la inexistencia de un reglamento de la Ley de Rehabilitación del Delincuente dificulta, por ejemplo, que puedan ejecutarse medidas alternativas para descongestionar la creciente población penitenciaria.
Asimismo, se indica qué aún cuando los artículos 27 y 43 de dicha ley establecen que cada centro penal debe contar con Consejos Técnicos Interdisciplinarios y Consejos Especiales, en la realidad son inexistentes, lo cual imposibilita la puesta en práctica de acciones para mejorar la situación y condiciones de los internos y vuelve imposible llevar a cabo las etapas del tratamiento penitenciario progresivo.
En la parte final del diagnóstico, la Comisión recomienda al Gobierno de la República adoptar medidas inmediatas para resolver los problemas más apremiantes de los centros penales y se adopte una política penitenciaria, con el propósito de enfrentar a corto, mediano y largo plazo, los problemas que se viven en los centros y granjas penales del país, "sugiriéndose para ello un proceso de reforma profunda en el cual deberían de involucrarse diversas instituciones públicas y la comunidad en general".
En 2009, el subcomité para la Prevención de la Tortura de Naciones Unidas visitó Honduras con el propósito de revisar el accionar del sistema penitenciario de Honduras. En su informe final este subcomité recomendó medidas tendientes a la eliminación de la superpoblación y el hacinamiento carcelario, la reducción de la impunidad para casos de tortura y el fortalecimiento del sistema judicial penal. En 2012 posterior al incendio de la cárcel de Comayagua este subcomité regresó a Honduras y se encontró con que sus recomendaciones no fueron tomadas en cuenta.
"Lamentablemente la situación observada en 2009 no ha mejorado", expresó Mario Coriolano, vicepresidente del Subcomité y jefe de la delegación a Honduras. "En tanto no se pongan en práctica nuestras recomendaciones y las de otros órganos de derechos humanos, sucesos tan lamentables como los ocurridos en las cárceles de Comayagua y San Pedro Sula pueden volver a ocurrir […] El Gobierno de Honduras debe comenzar cuanto antes una reforma profunda e integral de su sistema penitenciario […]", enfatizó.
Tanto en 2008 como en 2010, los medios de prensa informaban al país acerca de una nueva Ley Penitenciaria. Sin embargo, este asunto se mantuvo ignorado durante los gobiernos de Manuel Zelaya y Porfirio Lobo. Fue hasta cuando se da el incendio de la cárcel de Comayagua en 2012 y por presiones de la OEA, las Naciones Unidas que el Congreso de la República decide en mayo de 2012, aprobar la mencionada ley. Esta ley había estado engavetada desde el 2004, cuando el presidente Maduro dio luz verde para que se investigara y se le informara acerca de la Situación del Sistema Penitenciario de Honduras. Dicha investigación fue hecha por la Comisión Interinstitucional de Justicia Penal en mayo de 2003.
Finalmente, en 2015 la nueva ley entró en su etapa de socialización. Esta nueva ley crea una institución autónoma, el Instituto Nacional Penitenciario, vinculada al Ministerio del Interior y Población (Secretaría de Estado en los Despachos del Interior y Población) el cual es responsable de la organización, la administración y la puesta en funcionamiento del sistema penitenciario nacional. También establece una carrera civil profesional y especializada para los funcionarios de prisiones y guardias, lo que requerirá que todo el personal apruebe la formación teórica y práctica que ofrece la futura Escuela de Formación del Personal Penitenciario (Unidad de Formación y Capacitación Penitenciaria).

## Leyes

### Leyes antiguas
Hasta 1984, Honduras había manejado su sistema carcelario utilizando la Ley Reglamentaria de Ley Reglamentaria de Presidios (Decreto N.º 129 de 3 de abril de 1909). En 1985 entra en vigor la ley de Rehabilitación del Delincuente decreto número 173-84. Cuyos objetivos y fines son los siguientes
- - Artículo 1 La presente Ley regula la ejecución de las penas y de las medidas de seguridad, la detención preventiva de los procesados y, en general, el tratamiento de los penados y su orientación post-carcelaria con vistas a lograr su readaptación social.
  - Artículo 2 La actividad penitenciaria se desarrollará con las garantías y dentro de lo establecido por la Constitución de la República, la presente Ley, sus reglamentos y las sentencias judiciales dictadas contra los reclusos.
  - Artículo 3 Los fines anteriores estarán a cargo de la Dirección General de Establecimientos Penales y de los órganos subsidiarios que al efecto se establezcan

En 1984 hace a un lado la antigua normativa y crea la Ley de Rehabilitación del Delincuente que tiene vigencia hasta 1998. Hasta el momento de que, las cárceles del país son manejadas bajo esta ley no se presentan mayores incidentes. Pero al crearse la Ley Orgánica de la Policía mediante decreto 156-98, de fecha 26 de mayo de 1998, se le entrega el manejo administrativo y operativo de las prisiones a la Policía y comenzó el desastre.
Para ello se crea una Dirección Nacional de Servicios Especiales Preventivos y surgen las denuncias de corrupción a lo interno de algunas cárceles. Se denuncian a ciertos directores de presidios de estar confabulados con gente del crimen organizado que custodian, y de quienes recibieron carros como regalos por ciertas canonjías. Asimismo, se desatan las matanzas. El 12 de noviembre de 1999, en el vetusto centro penal de San Pedro Sula, mueren 11 personas y 31 resultaron heridas.

### Nueva ley penitenciaria
En mayo de 2012 el Congreso Nacional de la República de Honduras la nueva ley penitenciaria del estado. Sin embargo fue hasta recientemente (2013) que esta entró en vigor como ley con su publicación en la Gaceta oficial. Esta Ley aborda una deficiencia estructural sistémica en el sistema penitenciario del país - la falta de un conjunto normativo de leyes y políticas públicas.
- LEY DEL SISTEMA PENITENCIARIO NACIONAL TÍTULO I CAPÍTULO I
- DISPOSICIONES GENERALES
  - ARTÍCULO 1. La presente Ley regula la organización y el funcionamiento del Sistema Penitenciario Nacional. El Sistema Penitenciario Nacional tiene como fines primordiales la reeducación y la reinserción social de las personas condenadas a penas y medidas de seguridad privativas de libertad, así como la retención y custodia de toda persona detenida, en prisión preventiva o cumpliendo condena privativa de libertad.
  - ARTÍCULO 2. La actividad penitenciaria se desarrollará con las garantías y dentro de los límites establecidos por la Constitución de la República, las leyes, los reglamentos, las sentencias judiciales y los tratados internacionales ratificados por Honduras. Mientras se encuentren bajo el cuidado y la responsabilidad de las instituciones penitenciarias, deberán respetarse estrictamente a las personas privadas de libertad sus derechos humanos, salvo las restricciones derivadas de su condición de procesados o condenados.
  - ARTÍCULO 3. La ejecución de la pena privativa de libertad en todas sus modalidades, estará sometida al permanente control y vigilancia jurisdiccional del juez de ejecución, de conformidad a lo prescrito en el Código Procesal Penal.
  - ARTÍCULO 4. No se aplicará a las personas privadas de libertad ninguna pena que no haya sido impuesta por autoridad jurisdiccional ni sanción o medida disciplinaria que no esté expresamente establecida en esta Ley. Se prohíbe someter a las personas privadas de libertad a torturas y a cualquier trato cruel, inhumano o degradante u otro lesivo a su dignidad, así como el empleo de medio de coerción que no sean permitidos por la Ley. Quienes ejecuten, ordenen o toleren dichas actuaciones estarán sujetos a las sanciones previstas en el Código Penal.
  - ARTÍCULO 5. El Sistema Penitenciario Nacional se regirá por el principio de progresividad y por el principio de la individualización del tratamiento. Los sistemas y tratamiento que se utilicen con las personas privadas de libertad serán concebidos para su desarrollo gradual y progresivo, la prevención de la reincidencia y habitualidad y estarán encaminados a fomentar en ellas el respeto a sí mismos, los conceptos de responsabilidad y convivencia social y la voluntad de vivir conforme a la Ley. Todas las personas privadas de libertad que cumplen condena quedarán sujetas al Sistema de Tratamiento Penitenciario Progresivo. Las personas bajo proceso y en prisión preventiva se sujetarán a las disposiciones contenidas en el capítulo respectivo de esta Ley.[16]

## Población actual
| Establecimiento penitenciario                              | Materiales de su estructura         | Año de construcción | Población real hasta 2013 | Número de plazas | Sobrepoblación |
| ---------------------------------------------------------- | ----------------------------------- | ------------------- | ------------------------- | ---------------- | -------------- |
| Centro Penal de Yoro                                       | Adobe, madera y teja                | 1870                | 191                       | 150              | 27 %           |
| Centro Penal de Trujillo (Clausurado)2025                  | Adobe, ladrillo y lámina            | 1890                | 309                       | 120              | 158 %          |
| Centro Penal de La Ceiba                                   | Adobe, madera y teja                | 1906                | 284                       | 100              | 184 %          |
| Centro Penal La Esperanza, Intibucá                        | Adobe, madera, teja                 | 1937                | 301                       | 100              | 201 %          |
| Centro Penal de Santa Bárbara (Clausurado 2017)            | Adobe, madera y teja                | 1940                | 195                       | 70               | 179 %          |
| Centro Penal de Puerto Cortés                              | Bloque, ladrillo y teja             | 1950                | 153                       | 50               | 206 %          |
| Penitenciaría Nacional de San Pedro Sula (Clausurado 2017) | Adobe. ladrillo y lámina            | 1953                | 2216                      | 800              | 177 %          |
| Centro Penal de Olanchito                                  | Bloque, ladrillo y lámina           | 1961                | 144                       | 60               | 140 %          |
| Centro Penal de Puerto Lempira                             | Bloque, madera y lámina             | 1967                | 61                        | 20               | 205 %          |
| P.N. Femenina                                              | Bloque, concreto, lámina, ladrillo  | 1974                | 164                       | 200              | n/a            |
| Centro Penal de Marcala                                    | Bloque, ladrillo y lámina           | 1975                | 123                       | 120              | 2 %            |
| Centro Penal de Tela                                       | Bloque, ladrillo y lámina           | 1975                | 123                       | 160              | n/a            |
| Centro Penal de El Progreso                                | Bloque, ladrillo y lámina           | 1976                | 402                       | 120              | 253 %\|-       |
| Centro Penal de Comayagua                                  | Bloque, concreto, lámina, ladrillo  | 1978                | 471                       | 240              | 96 %           |
| Centro Penal de Nacaome                                    | Bloque. concreto, lámina y ladrillo | 1978                | 220                       | 120              | 83 %           |
| Centro Penal de Danlí                                      | Bloque, concreto, lámina, ladrillo  | 1980                | 482                       | 240              | 101 %          |
| Centro Penal de Santa Rosa de Copán                        | Bloque, ladrillo y teja             | 1980                | 602                       | 240              | 151 %          |
| P. N. de El Porvenir, La Ceiba                             | Bloque, concreto, lámina y ladrillo | 1980                | 445                       | 240              | 85 %           |
| P.N. de La Paz                                             | Bloque, concreto, lámina y ladrillo | 1984                | 208                       | 120              | 73 %           |
| P.N. Marco Aurelio Soto                                    | Bloque, concreto, lámina y ladrillo | 1998                | 2,844                     | 2,500            | 90 %           |
| P.N. de Choluteca                                          | Bloque, concreto, lámina y ladrillo | 2001                | 562                       | 800              | n/a            |
| Centro Penal de Ocotepeque                                 | Bloque, concreto, y ladrillo        | 2001                | 158                       | 153              | 5 %            |
| P.N. de Gracias, Lempira                                   | Bloque, concreto, lámina, ladrillo  | 2002                | 561                       | 600              | n/a            |
| P.N. de Juticalpa                                          | Bloque, concreto y lámina           | 2007                | 454                       | 800              | n/a            |
| Total                                                      | -                                   | -                   | 11709                     | 8120             | Sin ocupar 697 |

### Hacinamiento
La Comisión Interamericana de Derechos Humanos (CIDH) es uno de los organismos más activos en la denuncia de las pésimas condiciones de las 24 cárceles de Honduras. En 2013 redactó un documento en el cual informa sobre la realidad penitenciaria de Honduras. La CIDH señala que se trata de un sistema colapsado en el que se violan sistemáticamente los derechos fundamentales de la población reclusa. En su informe, la CIDH señala que existe en las cárceles hondurenas un problema de hacinamiento.
Hasta el ano 2013 existía una población de presos cercana a las 12 000 personas —de ellas, en torno a 450 son mujeres—, su capacidad máxima es para 8120 internos. Este nivel de hacinamiento se debe a que existe un déficit de unas 3800 plazas, un 47 % del total de la cifra actual. Esta situación se agrava en penales como el de El Progreso (donde hay una sobrepoblación del 230 %), La Esperanza (212 %), La Ceiba (180 %) o San Pedro Sula (178 %). Pese a que en la prisión de El Progreso se registra el mayor nivel de hacinamiento de todo el sistema penitenciario del país, dispone de un módulo, el 7, con aire acondicionado y donde sólo viven 21 personas […]
«La CIDH señala que el hacinamiento provoca fricciones constantes entre los reclusos, dificulta que éstos dispongan de privacidad, facilita la propagación de enfermedades debido a la insalubridad, constituye un factor de riesgo de incendios y, entre otras consecuencias, obstaculiza la clasificación de los internos por categorías.»

### Datos hasta 2023
Los datos del INP para octubre de 2023: 18 933. De estos, procesados son 45 % (8550), condenados 55 %, y mujeres 6 %. (Instituto Nacional Penitenciario, 2023, sitio web).
Los datas del INP (informes anuales):
- 2022: 19 458
- 2021: 20 190
- 2020: 21 708
- 2019: 21 512
- 2018: 20 684
- 2017: 19 276
- 2016: 17 534
- 2015: 16 158
- 2014: 14 882
- 2013: 13 626
- 2012: 12 568
- 2011: 12 530

Desde 2011, la población privada de libertad ha crecido 55%, pero ha reducido en los últimos dos años, desde lo más alto en 2020.

### Tragedias
La precaria situación en la que se encuentra, el colapsado sistema penitenciario hondureño ha traído como resultado, una serie de catástrofes y motines dentro de varias de sus cárceles. Entre estas se pueden mencionar, la tragedia de la cárcel de El Porvenir en La Ceiba (2003), el incendio del centro penal de San Pedro Sula (2004), la tragedia de la cárcel de Comayagua (2012) entre otras.
La tragedia de Comayagua, ha sido quizás la mayor de las catástrofes registradas en las cárceles de Honduras. Aproximadamente a las 22:45 de la noche del 14 de febrero de 2012 se prendió en llamas la Granja Penal de Comayagua. 

Una pequeña deflagración incendió primero el hogar (módulo) número seis. En ese momento, 106 internos estaban dentro con el cerrojo echado en ambas puertas laterales de acceso. Unos dormían; otros escuchaban música; algunos hablaban entre sí, los menos trataban de conciliar el sueño tumbados sobre mantas tiradas en el estrecho pasillo que comunica las dos rejas de salida. El fuego tardó apenas unos segundos en propagarse debido al material altamente inflamable que los presos acumulaban en sus camastros... Fugazmente, los colchones, las cortinas y las maderas fueron devorados por las llamas […] Al final este incendio produjo la muerte de 362 personas y destruyó la mitad de las celdas del establecimiento penal.

Pero este hecho alarmante, no ha sido el único en la historia penitenciaria del estado hondureño. En 2003, en la penitenciaría de El Porvenir, en la caribeña ciudad de La Ceiba, 68 personas fallecieron durante un enfrentamiento entre los «rondines» de la cárcel (los presos que manejan el poder) y los miembros de la mara Barrio 18. La Policía y el Ejército también acabaron con las manos ensangrentadas. Sólo un año después, un incendio en el sector de la Mara Salvatrucha en el penal de San Pedro Sula dejó 107 muertos más.
El 29 de marzo de 2012, a las 11 horas, se desató un motín en el Penal Sampedrano. Internos descontentos con su coordinador general, Mario Henríquez, 'Don Mario', asesinaron a este y a los doce presos de su círculo más cercano. Durante el motín se detonaron armas de fuego. A 'Don Mario' lo decapitaron, le mutilaron los genitales y le arrancaron el corazón, que luego se lo dieron a su perro para que se lo comiera. Después también mataron al animal. La cabeza del amo la arrojaron fuera del recinto. Al parecer, este ensañamiento se debió a que el 'señor' de San Pedro Sula abusaba con maltrato físico a los internos y a que, recientemente, había subido los precios de los servicios que él y sus subalternos prestaban dentro del penal, como la comida y el alojamiento.
Además, en marzo de 2008, un grupo de ex pandilleros involucrados en un motín fue trasladado desde la prisión de San Pedro Sula hasta la de Támara, a las afueras de Tegucigalpa, la capital del país. En mitad de la noche, aun sabiendo el riesgo que corrían sus vidas, la dirección de la Penitenciaría Nacional los albergó en un sector de paisas (presos no pandilleros). Al amanecer, con el recuento de presos, se contabilizaron 18 mareros acuchillados.
De acuerdo con la Comisión Interamericana de los Derechos Humanos, el Estado hondureño suele alegar ante tales hechos que los enfrentamientos en las cárceles del país son inevitables, que las muertes de los presos en las fugas entran dentro de la lógica penitenciaria o que los incendios se producen de manera fortuita. Aunque sostengan lo contrario, de facto asumen su incapacidad para ejercer el control de las prisiones y su vaga voluntad para revertir una situación que acaba generando entre su población reclusa una suerte de pena de muerte no institucionalizada.

## El Estado

### Presupuesto
Uno de los grandes problemas con que cuenta el sistema penitenciario de Honduras es, La falta de presupuesto para las operaciones y el mantenimiento de las instalaciones. Según los datos de 2012, los últimos a los que se ha podido tener acceso, el gobierno del país destinó 364,5 millones de lempiras a la gestión de sus cárceles (13,5 millones de euros). De esta cantidad, el 83 % se destinó a sueldos de personal, el 15 % a alimentación de los reclusos y el 2 % a gastos operativos. Al día, cada preso disfruta de tres comidas que, en su conjunto, cuestan 13 lempiras (47 céntimos de euro). El arroz y los frijoles son su base alimenticia.
Aun y cuando la CIDH ha detectado la falta de presupuesto, como uno de los mayores problemas que aquejan el sistema penitenciario de Honduras, el titular de la Secretaría de Derechos Humanos, Justicia, Gobernación y Descentralización, Rigoberto Chang Castillos asegura que el gobierno de Honduras invierte anualmente en el mantenimiento de las cárceles 60 millones de dólares, fondos utilizados para mejorar las condiciones físicas y alimentarias de los privados de libertad. Chang asegura que estos dineros no solo se utilizan para mejorar las condiciones humanas de los reos, sino la capacitación de los policías penitenciarios...En ese sentido, destacó que por primera vez se está adiestrando a los uniformados en temas como derechos humanos y derechos constitucionales. Además hizo referencia a la discusión y creación de una política de Estado orientada a integrar a los presos a la sociedad.

### Agentes penitenciarios
La nueva ley penitenciaria de Honduras crea una institución autónoma, el Instituto Nacional Penitenciario, vinculado al Ministerio del Interior y Población (Secretaría de Estado en los Despachos del Interior y Población) el cual es responsable de la organización, la administración y la puesta en funcionamiento del sistema penitenciario nacional. También establece una carrera civil profesional y especializada para los funcionarios de prisiones y guardias, lo que requerirá que todo el personal apruebe la formación teórica y práctica que ofrece la futura Escuela de Formación del Personal Penitenciario (Unidad de Formación y Capacitación Penitenciaria).
Luego de aprobada la nueva ley penitenciaria y con el propósito de fortalecer el Sistema Penitenciario, el presidente de la República Juan Orlando Hernández inauguró en el 2014 el "Primer Curso de Formación para Guardias Penitenciarios", en el Primer Batallón de Artillería de la comunidad de Zambrano.
Los temas que abarcan las capacitaciones de los primeros guardias de seguridad son: "Seguridad Penitenciaria, Sistema Legal Penitenciario, Derechos Humanos, Uso proporcional debida de la fuerza, Relaciones Humanas, Principios y Valores, Cortesía y Disciplina". Esto como inicio de lo que permitirá comenzar la ruta profesional de la carrera penitenciaria. Asimismo contribuye al proceso de certificación del recurso humano encargado de la parte operativa del Instituto Nacional Penitenciario.
En marzo de 2015, el gobierno de la República, a través de la coordinación de la Secretaría de Derechos Humanos, Justicia, Gobernación y Descentralización, el Instituto Nacional Penitenciario, el Cuerpo de Bomberos y con el apoyo del Comité Internacional de la Cruz Roja, clausuró el Primer Curso Básico de Inspectores de Seguridad Industrial para Centros Penales.
El curso se impartió durante una semana a Directores y Jefes de Seguridad de 14 Centros penitenciarios de la región Centro-Sur-Oriente, fue facilitado por instructores del Benemérito Cuerpo de Bomberos y certificados por el Instituto Nacional de Formación Profesional en temas como: Comportamiento del fuego, inspección y prevención de incendios, protección pasiva o estructural, marco legal sobre riesgos de incendios, plan de emergencia y evacuación, entre otras materias ligadas a la seguridad.

## Cumplimiento de la penas

### Responsabilidad del Estado
La responsabilidad del estado de Honduras no solo es velar porque los reclusos cumplan sus penas, sino también por la seguridad de los mismos. Sin embargo, el estado no es capaz de cumplir con este cometido a cabalidad. La CIDH a Honduras, identificó y constató graves deficiencias estructurales en los establecimientos carcelarios que han conducido a su colapso. Ya en otras ocasiones los órganos de protección de DDHH del Sistema Interamericano y los órganos del Sistema Universal de Derechos Humanos de Naciones Unidas, han venido refiriéndose constantemente a la situación de graves deficiencias estructurales que padece el sistema penitenciario hondureño […]".
Entre los graves problemas que padece el sistema penitenciario de Honduras identificados por la CIDH se encuentran incompatible con las obligaciones internacionales asumidas por el Estado, son: (a) la delegación del control interno de los centros penitenciarios a los propios reclusos; (b) el hacinamiento; (c) la falta de presupuesto y de un marco normativo adecuado; (d) el personal penitenciario; (e) la falta de separación por categorías.

### Autogobierno
En apariencia el estado hondureño esta en completo control de las cárceles, sin embargo, la CIDH ha constatado lo contrario. Varias de estas cárceles están controladas por un sistema de «autogobierno». Es decir, que son los propios presos quienes ejercen el control efectivo de lo que ocurre intramuros a través de la figura de los «coordinadores». Este sistema de control carcelario, le trae al estado de Honduras un sinnúmero de problemas entre lo que destaca la violencia.
La violencia carcelaria, uno de los graves problemas que afronta el sistema penitenciario hondureño, se debe según la CIDH, «la corrupción y la falta de medidas preventivas por parte de las autoridades, la existencia de sistemas en los que el Estado delega en determinados grupos de reclusos las facultades disciplinarias y de mantenimiento del orden. Asimismo, las disputas entre internos o bandas criminales por el mando de las prisiones o por el control de los espacios, la droga y otras actividades delictivas, la tenencia de armas de todo tipo por parte de los reclusos y el consumo de drogas y alcohol por parte de los internos. Todo esto, de acuerdo a la CIDH, exacerba las tensiones entre los internos y provoca una lucha del más fuerte por los espacios y recursos disponibles.
Además, debido a este sistema, los reclusos con más poder no solo atentan contra la vida de otros reclusos intramuros, sino también que lo hacen en contra del resto de la ciudadanía. Muchas de las extorsiones, secuestros, y asesinatos tienen su origen allí, en las cárceles hondureñas. Esto debido a que el sistema penitenciario carece entre muchas otras deficiencias estructurales, el hecho que los presos no están categorizados (separados) por su peligrosidad.
Para tratar de remediar un poco la situación, recientemente, el estado ordenó el traslado de los presos considerados los más peligrosos a celdas de alta seguridad. Pero como el estado carece de verdaderas cárceles de máxima seguridad, los reos más peligrosos son trasladados los presos a las celdas de máxima seguridad, ubicadas en cuatro batallones del país».
En resumen esta situación de abandono o esta forma de organizar las relaciones de poder en las cárceles, sin una debida supervisión por parte del Estado, es la causa de muchos de los graves hechos de violencia carcelaria, y de otra serie de abusos, agresiones, irregularidades y delitos que se cometen rutinariamente en y desde las cárceles. Aunque recientemente el director del Instituto Nacional Penitenciario en Honduras, Francisco Gálvez Granados, vaticinó en al finalizar el 2015, las cárceles serán dominadas en su totalidad por el Estado hondureño. Según Gálvez «El Estado está empeñado y está decidido a cambiar la situación de los centros penales y la primera acción es apartar a los cabecillas de los centros (penales) para llevarlos a celdas de seguridad donde están aislados del resto de la población penitenciaria para evitar que sigan ordenando delitos dentro o fuera de las cárceles».

### Economía penitenciaria
El abandono en la que el estado de Honduras ha mantenido a los centros penitenciarios a través de muchísimos años, ha resultado en el desarrollo de una economía informal dentro de los mismos. En esta economía, la cual es controlada por los mismos reclusos afloran entre otros negocios la prostitución y la venta de drogas. Por ejemplo, los coordinadores de las cárceles saben que el espacio dentro del interior de las cárceles es bien ‘cotizado’ es por ello que además de establecer sus propios sistemas de disciplina los 'señores' de las prisiones buscan ganar dinero de cualquiera de las formas. Y saben que un metro de terreno se paga caro.
En la cárcel de Comayagua, uno de los negocios más productivos económicamente es el de los encuentros conyugales. En dicho penal hay diez cuartos destinados para las visitas conyugales, los cuales están controlados por dos reclusos. El alquiler de una habitación durante una hora cuesta cincuenta lempiras. Por la noche, el precio sube. Entre cincuenta y doscientas lempiras. Un promedio de cuarenta parejas ingresan en los cuartos conyugales durante los días de visitas. En fines de semanas esta cifra puede incluso doblarse. En fechas festivas de fin de año, las habitaciones se abarrotan de parejas; el 24 de diciembre de 2008 fueron utilizadas por 92 parejas, y el 31 de diciembre, por 94. Los cuartos conyugales podrían estar generando mensualmente en Comayagua, a un precio de cincuenta lempiras, un promedio de 40 000 lempiras, unos 1800 euros.
Asimismo el negocio informal crea espacios para el ingreso de efectos ilícitos, como drogas o alcohol, cuya circulación en las cárceles es un factor generador de violencia; y puede llegar a generar una situación de facto totalmente anómala y perjudicial en la que tales negocios ilegales sustituyen a la administración penitenciaria en la provisión de elementos básicos esenciales para la vida de los reclusos.

## Actualidad y proyectos
Actualmente para solucionar el problema de sobrepoblación en el centro penal de San Pedro Sula se lleva a cabo la construcción del Centro Penal de Naco en Santa Bárbara. Monseñor Rómulo Emiliani, presidente de la fundación, lamentó la burocracia que hay en el Gobierno que impide que la obra avance. En marzo (2015) se pretendía finalizar la primera etapa del proyecto para hacer el primer traslado de reclusos del centro penal de San Pedro Sula en el barrio Cabañas.
Construcción del Complejo Penitenciario Regional José María Medina Castejón (Decreto Legislativo n.º 221-2012); como una respuesta a la situación de obsolescencia y deterioro en los centros penitenciarios del país, sumando que la capacidad de las instalaciones excedida provocando hacinamiento en las mismas, evitando que la actividad penitenciaria logre la finalidad de la pena privativa de libertad y el objetivo final de rehabilitación y reinserción social para los privados de libertad; mediante Decreto Legislativo n.º 221-2012, se autorizó la compra de terreno en el Departamento de Comayagua, así como celebrar el contrato de diseño, construcción y equipamiento de un complejo penitenciario regional bajo la modalidad “llave en mano”.
El Presidente de Honduras, Juan Orlando Hernández, inauguró en febrero de 2015 el centro penal en El Porvenir, Francisco Morazán. Con la nueva cárcel, el gobierno espera descongestionar los reclusorios del país, en especial la penitenciaría nacional Marco Aurelio Soto, Támara.
La infraestructura tiene una capacidad de dos mil reos, con instalaciones que ayudarán a la rehabilitación de los privados de libertad.La prisión cuenta con 113 hectáreas, siete de construcción y 96 para cultivos. Otra de las bondades de la edificación es la disposición de un área de cantera para la extracción de piedras.